# Thu An (soạn giả)
Thu An (1924 - 10 tháng 10 năm 2005) là một soạn giả cải lương Việt Nam.

## Đi tù
Sau khi vở Con cò trắng ra mắt tại rạp Quốc Thanh, Sài Gòn đã tạo ra một tiếng vang lớn. Chủ nhiệm toà báo Thần Chung, Nam Đình Nguyễn Thế Phương đã cho đăng bài ca ngợi Con cò trắng trên trang nhất 5 số liên tiếp. Sau đó, ông bị chính quyền Việt Nam Cộng hòa bắt giam 3 tháng. Sau đó ông cũng được thả ra nhưng Con cò trắng không được diễn nữa.

## Qua đời
Ông qua đời lúc 2:00 ngày 10 tháng 10 năm 2005 do căn bệnh viêm phế quản nặng. Đây có thể là hậu quả của việc nghiện hút thuốc lá nặng của ông.

## Gia đình
Vợ cũng là bạn đồng nghiệp của ông là Nghệ sĩ ưu tú Ngọc Hương.

## Tác phẩm
Soạn giả Thu An là tác giả hơn 150 kịch bản cải lương. Sau đây là một số kịch bản nổi tiếng (liệt kê theo thứ tự từ điển):

### Cải lương
- Ảo ảnh Châu Bích Lệ
- Bà chúa ăn mày
- Bạch Liên Nương
- Bình Lan Xuân
- Cám ơn anh sui
- Chiều lạnh Tuyết Băng Sơn
- Chiếc áo ân tình (viết chung với Phong Anh)
- Con cò trắng
- Cô gái Sông Đà (viết chung với Anh Phương)
- Cơn lũ
- Cung đàn trên sông lạnh (viết chung với Phong Anh)
- Đám cưới phụ dâu
- Đêm kinh hoàng
- Gái rừng ma
- Gánh cỏ sông Hàn
- Giải thoát
- Gươm ngũ đế
- Hai chiều ly biệt
- Khi nước mắt thôi rơi (viết chung với Sơn Bình)
- Kiếm sĩ điên (viết chung với Anh Phương)
- Lá của rừng xanh
- Lỡ bước sang ngang
- Một ánh sao rơi
- Nắng chiều trên sông Dịch (viết chung với Hoài Linh)
- Nhặt cánh mai vàng
- Quê mẹ
- Sài Gòn thác bạc
- Sầu quan ải (viết chung với Thiếu Linh)
- Tiên thiên nga
- Tiếng hát đền Bá Lạc
- Tiếng trống sang canh
- Tỉnh mộng
- Trăng nước Lam Giang

### Tân cổ giao duyên
- Bức tâm thơ người chinh phụ
- Buồng cau quê ngoại
- Châu Bích Lệ
- Chiếc lá giữa dòng
- Chiều lạc lõng
- Dòng lệ biệt cố nhân
- Đêm muôn thu
- Em bé đánh giày
- Gánh chè khuya
- Mây trắng mùa thu
- Mười đêm cô đơn
- Người gác cổng
- Nụ cười xuân
- Lưu luyến
- Ly rượu đoàn viên
- Tiếng còi tàu
- Tiếng rao ngày cũ
- Trống loạn Thăng Long thành